# Zapfendorf
Zapfendorf è un comune tedesco di 5 083 abitanti, situato nel land della Baviera.